# Ancaeobacterales
Ordre
Les "Candidatus Ancaeobacterales" sont un ordre de bactéries du phylum candidat du règne des Bacteria.

## Historique
Cet ordre est proposé en 2022 par T. J. Williams sous le nom de "candidatus Ancaeobacterales" pour contenir les bactéries non cultivables genre "candidatus Ancaeobacter" identifiées dans le Lac Ace qui est un Lac méromictique d'origine marine de 25 m de profondeur situé dans les Collines de Vestfold de l'Antarctique de l'Est.

## Taxonomie
Le nom de candidatus Ancaeobacterales" a été publié de manière non valide et ce nom est considéré comme le nom préféré et non pas le nom correct.

### Étymologie
L'étymologie du nom de l'ordre Ancaeobacterales est la suivante : An.cae.o.bac.tera’les. N.L. fem. pl. n. Ancaeobacterales, l'ordre des Ancaeobacter.

### Liste des familles
Selon la base de nomenclature LPSN (07/08/2023), cet ordre ne contient qu'une famille candidate:
- "Candidatus Ancaeobacteraceae" Williams et al. 2022 nom préféré (nom non correct)